# تركيبة سكانية
التركيبة السكانية، أوالديموغرافيا (بالإنجليزية: Demography)‏، هي الدراسة الإحصائية للسكان البشرية. و يمكن أن يكون علم بشكل عام يطبق على أي نوع من السكان الذين يعيشون بشكل ديناميكي، أي الذي يغيير على مر الزمن أو بانتقاله من مكان إلى آخر. ويشمل دراسة حجم وهيكلية وتوزيع هؤلاء السكان، والتغيرات المكانية و/أو الزمانية التي يتعرضون لها بسبب الولادة، والهجرة، والشيخوخة والوفيات.

## البيانات والأساليب
هناك نوعان من جمع البيانات - المباشرة وغير المباشرة - مع عدة أساليب مختلفة من كل نوع.

### الطرق المباشرة
سجلات الإحصاءات الحيوية: البيانات المباشرة تأتي من مكاتب سجلات الإحصاءات الحيوية التي تسجل المواليد والوفيات وكذلك بعض التغييرات في الوضع القانوني مثل الزواج والطلاق والهجرة (أي تسجيل محل الإقامة). في البلدان المتقدمة التي تتبع أنظمة تسجيل جيدة (مثل الولايات المتحدة وأجزاء كبير من أوروبا)، فإن اعتماد الإحصاءات من مكاتب التسجيل هي أفضل طريقة لتقدير عدد المواليد والوفيات.
التعداد وهو طريقة مباشرة أخرى لجمع البيانات الديموغرافية. وعادة تُجرى التعداد من قبل الحكومة الوطنية في محاولة لتعداد كل شخص يعيش في البلد. وعلى النقيض من بيانات الإحصاءات الحيوية، والتي يتم جمعها عادة بشكل مستمر ويتم تلخيصها على أساس سنوي، فإن التعدادات تحدث مرة كل 10 سنوات أو نحو ذلك، وبالتالي ليست أفضل مصدر بيانات المواليد والوفيات. وعادة ما يتبع التعداد إجراء التحاليل لتقدير دقيق للخطأ في التقدير.
التعدادات تقوم بأكثر من مجرد عد الناس. فهي توفر معلومات حول الأسر والمعيشة بالإضافة إلى الخصائص الفردية مثل العمر والجنس والحالة الاجتماعية، ومحو الأمية/التعليم، والوضع الوظيفي، والموقع الجغرافي. فقد جمع بيانات عن الهجرة أيضا (أو مكان الميلاد أو الإقامة السابقة) أو اللغة أو الدين أو الجنسية (أو العرق أو الجنس)، والمواطنة. وفي البلدان التي لا تملك نظام تسجيل حيوي مكتمل، تعتمد التعدادات كمصدر مباشر للمعلومات حول الخصوبة والوفيات.

### الطرق غير المباشرة
تعتمد الأساليب غير المباشرة لجمع البيانات في البلدان وفي الفترات لا تتوافر فيها البيانات الكاملة، مثل في حالة الكثير من بلدان العالم النامية، وفي حالة معظم العلومات الديموغرافية التاريخية. أحد هذه التقنيات هو "أسلوب الشقيقة"، حيث يقوم الباحثون بسؤال النسلء عن عدد من شقيقاتهم وم منهن لقين حتفهن أو كم عددأطفالهن وإلى ما ذلك من أسئلة مشابهة. وبهذه الاستطلاعات، يمكن للباحثين تقدير بطريقة غير مباشر معدلات الولادة و الوفيات لجميع السكان. وطرق أخرى غير مباشرة تسأل عن الأشقاء والآباء والأطفال.
وهناك مجموعة متنوعة من الأساليب الديموغرافية للحصول على نماذج سكانية. وهي تشمل نماذج الوفيات (بما في ذلك جدول الحياة، ونماذج جومبرتز، ونماذج المخاطر، نماذج كوكس المخاطر النسبية، جداول الحياة متعددة الإنقاص)، ونماذج الخصوبة (نموذج هيرنيس، نماذج كول تراسل، ونسب النمو المتكافيء) ونماذج الزواج، والعجز، والإسقاطات السكانية (لي كارتر، مصفوفة ليزلي)، والزخم السكاني (ناثان كيفتز).